# Pikaljovo
Pikaljovo (ryska: Пикалёво) är en stad Boksitogorskij rajon i Leningrad oblast i Ryssland. Den hade 20 732 invånare år 2015.